# 世界精神卫生日
世界精神衛生日（英語：World Mental Health Day），又稱世界心理健康日，是世界心理衛生聯盟倡議的節慶，訂定為每年的10月10日。首個世界精神衛生日在1992年舉行，世界心理衛生聯盟與全世界超過150個國家的機構合作，以推廣全世界的心理健康教育、注意和提倡。世界各国每年都为“精神卫生日”准备丰富而周密的活动。包括宣传、拍摄促进精神健康的录像片、开设24小时服务的心理支持热线、播放专题片等等。